# ノー・プッシーフッティング
『ノー・プッシーフッティング』（原題: (No Pussyfooting)）は、ロバート・フリップとブライアン・イーノがフリップ&イーノ名義で1973年に発表したスタジオ・アルバム。

## 解説
1972年、キング・クリムゾンに在籍していたフリップとロキシー・ミュージックに在籍していたイーノは、マッチング・モウルのアルバム『そっくりモグラの毛語録 (Matching Mole's Little Red Record)』（1972年）の制作に参加し、フリップがプロデュース、イーノがシンセサイザーの演奏を担当した。
意気投合した2人は、同年9月8日、イーノの自宅のスタジオで「ヘヴンリー・ミュージック・コーポレーション」を録音した。フリップは同年10月より、キング・クリムゾンのコンサートのオープニングに同曲の録音テープをかけるようになった。
「スワスティカ・ガール」は、「ヘヴンリー・ミュージック・コーポレーション」が録音された11か月後、1973年8月4日から5日にかけてのセッションで録音され、同月の21日と22日にミキシングが行われた。この曲のタイトルは、イーノがスタジオに行く途中に拾った、裸の女性が鉤十字を腕に付けてナチス式敬礼をしている写真に由来している。彼はその写真を「たぶん何かのポルノ雑誌から誰かが破り取ったと思われるページ」として、「私はそれをコンソールの所に貼りつけて、我々はただぼんやりとそれを見つめて、この曲を録音しながらこの写真について話をしていた」とコメントしている。
本作のレコーディングでは、オープンリールのテープレコーダー2台を使ってテープ・ループに別の音を重ねるシステムが使用された。このシステムは後にフリップが多用する「フリッパートロニクス」へ発展した。彼は両曲でギブソン・レスポールを使用した。
本作のオリジナル・ヴァージョンの全2曲は、1994年発売のベスト・アルバム『エッセンシャル・フリップ&イーノ』にも収録された。

## 評価・影響
テッド・ミルズはオールミュージックにおいて5点満点中4.5点を付け「イーノとフリップは後に、『イヴニング・スター』やイーノのソロ・アルバム『ディスクリート・ミュージック』において、このシステムを洗練させていった。フリップ個人としてもこのシステムを採用し、自分のアルバム全体やライブ・パフォーマンスの基盤とした（特に『レット・ザ・パワー・フォール』において顕著である）。しかし、すべての始まりはこの『ノー・プッシーフッティング』だ」と評している。
ロバート・クリストガウは本作にB+を付け「ポップ・エレクトロニクスとしては、テリー・ライリーの『A Rainbow in Curved Air』以来の、特に楽しめる作品」と評し、「スワスティカ・ガール」におけるギター・プレイを聴き所として挙げている。
ザ・ストロークスがアルバム『ルーム・オン・ファイア』（2003年）からシングル・カットした「ジ・エンド・ハズ・ノー・エンド」のミュージック・ビデオには、本作のジャケットにインスパイアされた鏡張りの部屋での演奏シーンがある。

## 収録曲
2曲ともフリップとイーノの共作。
1. "The Heavenly Music Corporation" - 20:55
2. "Swastika Girls" - 18:43

### 2008年リマスターCD

#### ディスク1
1. ヘヴンリー・ミュージック・コーポレーション1 - "The Heavenly Music Corporation" - 6:17
2. ヘヴンリー・ミュージック・コーポレーション2 - "The Heavenly Music Corporation" - 3:08
3. ヘヴンリー・ミュージック・コーポレーション3 - "The Heavenly Music Corporation" - 2:21
4. ヘヴンリー・ミュージック・コーポレーション4 - "The Heavenly Music Corporation" - 4:53
5. ヘヴンリー・ミュージック・コーポレーション5 - "The Heavenly Music Corporation" - 4:15
6. スワスティカ・ガール1 - "Swastika Girls" - 7:32
7. スワスティカ・ガール2 - "Swastika Girls" - 11:27
8. ヘヴンリー・ミュージック・コーポレーション（反転）1 - "The Heavenly Music Corporation (Reversed)" - 4:35
9. ヘヴンリー・ミュージック・コーポレーション（反転）2 - "The Heavenly Music Corporation (Reversed)" - 4:21
10. ヘヴンリー・ミュージック・コーポレーション（反転）3 - "The Heavenly Music Corporation (Reversed)" - 2:30
11. ヘヴンリー・ミュージック・コーポレーション（反転）4 - "The Heavenly Music Corporation (Reversed)" - 3:05
12. ヘヴンリー・ミュージック・コーポレーション（反転）5 - "The Heavenly Music Corporation (Reversed)" - 6:22

#### ディスク2
1. ヘヴンリー・ミュージック・コーポレーション・ハーフ・スピード1 - "The Heavenly Music Corporation (Half Speed)" - 12:45
2. ヘヴンリー・ミュージック・コーポレーション・ハーフ・スピード2 - "The Heavenly Music Corporation (Half Speed)" - 5:54
3. ヘヴンリー・ミュージック・コーポレーション・ハーフ・スピード3 - "The Heavenly Music Corporation (Half Speed)" - 5:04
4. ヘヴンリー・ミュージック・コーポレーション・ハーフ・スピード4 - "The Heavenly Music Corporation (Half Speed)" - 9:44
5. ヘヴンリー・ミュージック・コーポレーション・ハーフ・スピード5 - "The Heavenly Music Corporation (Half Speed)" - 8:22
6. スワスティカ・ガール（反転）1 - "Swastika Girls (Reversed)" - 10:10
7. スワスティカ・ガール（反転）2 - "Swastika Girls (Reversed)" - 8:46

## 参加ミュージシャン
- ロバート・フリップ - ギター
- ブライアン・イーノ - テープレコーダー操作、シンセサイザー